# Instituto Nacional de Gestión Sanitaria
El Instituto Nacional de Gestión Sanitaria (INGESA) es una entidad dependiente del Ministerio de Sanidad de España que gestiona la prestación sanitaria pública de las ciudades autónomas de Ceuta y Melilla.
Desde abril de 2024, la directora del INGESA es Isabel Muñoz Machín.

## Reseña histórica
El INGESA es la entidad heredera del antiguo Instituto Nacional de la Salud (INSALUD), que tenía como misión la prestación sanitaria pública en España.  
Tras la aprobación de la Constitución de 1978 y la consecuente creación de las comunidades autónomas, se inicia la descentralización de algunas competencias que hasta entonces habían sido responsabilidad del Gobierno central español. De este modo, el Insalud fue traspasando paulatinamente las competencias en gestión sanitaria a las comunidades, que comenzaron a crear sus propias Consejerías de Salud y con ello servicios de salud autónomos. Este proceso de traspaso culmina en 2002, año en el que el Insalud queda transformado en el actual Ingesa, con el objetivo de continuar la prestación sanitaria pública en las ciudades autónomas de Ceuta y Melilla.
En 2020, durante el estado de alarma decretado por la epidemia de COVID-19, se hace cargo de las compras de material sanitario.

## Áreas sanitarias
La atención sanitaria del Ingesa en las ciudades autónomas se dividen en dos áreas sanitarias, una por cada ciudad, con sus respectivos centros de atención primaria y hospitales.
El Ingesa gestiona dos centros hospitalarios: el Hospital Universitario de Ceuta (área sanitaria de Ceuta) y el Hospital Comarcal de Melilla (área sanitaria de Melilla).

## Estructura
El Instituto Nacional de Gestión Sanitaria se estructura en los siguientes órganos:
- Órganos de participación en el control y vigilancia de la gestión:

- Consejo de Participación
- Comisiones Ejecutivas Territoriales
- Órganos de dirección y gestión:

- Subdirección General de Atención Sanitaria.
- Subdirección General de Gestión Económica y Recursos Humanos.
- Intervención Central.
- Centro Nacional de Dosimetría de Valencia.
- Organización de los servicios periféricos:

- Direcciones Territoriales de Ceuta y Melilla.
- Gerencias de Atención Sanitaria de Ceuta y Melilla.